# Анси (озеро)
Анси́ (фр. Lac d'Annecy) — озеро во Франции, в департаменте Верхняя Савойя (регион Овернь — Рона — Альпы). Второе по величине озеро в стране, после Лак-дю-Бурже. Размеры: 14,6 км на 3,2 км. Максимальная глубина — 82 м. Площадь поверхности — 27,59 км². Объём воды — 1,1245 км³. Площадь водосборного бассейна — 251 км².
Место привлекательно для туристов, известно среди любителей водных видов спорта и развлечений на воде.
Озеро образовалось около 18 000 лет назад в период таяния больших альпийских ледников.
Питается множеством мелких речек, берущих своё начало в близлежащих горах: Ир, О-Морт, Лодон, Борнет, Бьолон и мощный подземный, исходящий из-под самого озера источник — река Бубьоз, которая прорывается на поверхность с глубины 82 метров. При переполнении озера Анси водой излишки её изливаются в реку Тиу, которая впадает в реку Фьер в 1,5 км к северо-востоку от озера. Сама Фьер впадает в Рону.
С востока Анси окружает горный массив Борн с вершинами Турнет (2351 м), Дан-де-Ланфон, Верье и Барон. С запада находится массив Бож (вершины Семноз и Рок-де-Бёф), с севера — горные образования Анси и с юга — долина, ведущая в направлении Фавержа.

## Населённые пункты
Вокруг озера расположены следующие города и деревни:
- на северном берегу: город Анси и коммуна Анси-ле-Вьё;
- на восточном берегу («Солнечный берег»): Верье-дю-Лак, Мантон-Сен-Бернар и Таллуар;
- на западном берегу («Левый берег»): Севрье, Сен-Жорьо и Дюэн;
- на южном берегу («Бу дю Лак»): Дуссар и Латюй.